# الخطوط الجوية اللبنانية الدولية
الخطوط الجوية اللبنانية الدولية هي شركة طيران لبنانية مقرها في بيروت. تم تشكيلها بمساعدة من بان آم، بدأت رحلاتها الجوية في يناير 1956، وبحلول عام 1958 وسعت شبكتها من خلال اتفاقيات مع سابينا من بلجيكا. وبحلول منتصف ستينيات القرن الماضي، كانت وجهاتها تشمل طهران، مدينة الكويت، بغداد، البحرين، باريس وميلانو. توقفت وجهاتها في يناير 1969، بعد أن دمرت معظم أسطولها غارة عسكرية إسرائيلية في مطار بيروت الدولي. وقد استولت شركة طيران الشرق الأوسط على شركة الطيران.

## الطائرات
تشمل الطائرات التي تشغلها شركة ليا:
- كونفير 990
- كورتيس سي-46 كوماندو
- دوغلاس دي سي-3
- دوغلاس دي سي-4
- دوغلاس دي سي-6
- دوغلاس دي سي-7

## وصلات خارجية
- الصور - ليا، كونفير، كورونادو
- قائمة شركات الطيران اللبنانية

## طالع
قائمة الخطوط الجوية اللبنانية